# Huaura (provincie)
Huaura is een provincie in de regio Lima in Peru. De provincie heeft een oppervlakte van 4.892 km² en heeft 219.059 inwoners (2015). De hoofdplaats van de provincie is het district Huacho; vijf van de twaalf districten vormen  eveneens de steden (ciudades) Huacho en Huaura.
De provincie grenst in het noorden aan de provincie Barranca en aan de regio Ancash, in het oosten aan de provincies Cajatambo en Oyón en de regio Pasco, in het zuiden aan de provincie Huaral en in het westen aan de Grote Oceaan.

## Bestuurlijke indeling
De provincie Huaura is onderverdeeld in twaalf districten, UBIGEO tussen haakjes:
- (150802) Ambar
- (150803) Caleta, deel van de stad (ciudad) Huacho
- (150804) Checras
- (150801) Huacho, hoofdplaats van de provincie en deel van de stad (ciudad) Huacho
- (150805) Hualmay, deel van de stad (ciudad) Huacho
- (150806) Huaura, deel van de stad (ciudad) Huaura
- (150807) Leoncio Prado
- (150808) Paccho
- (150809) Santa Leonor
- (150810) Santa María, deel van de stad (ciudad) Huaura
- (150811) Sayán
- (150812) Vegueta

Barranca · Cajatambo · Cañete · Canta · Huaral · Huarochirí · Huaura · Oyón · Yauyos